# Чарівна паличка

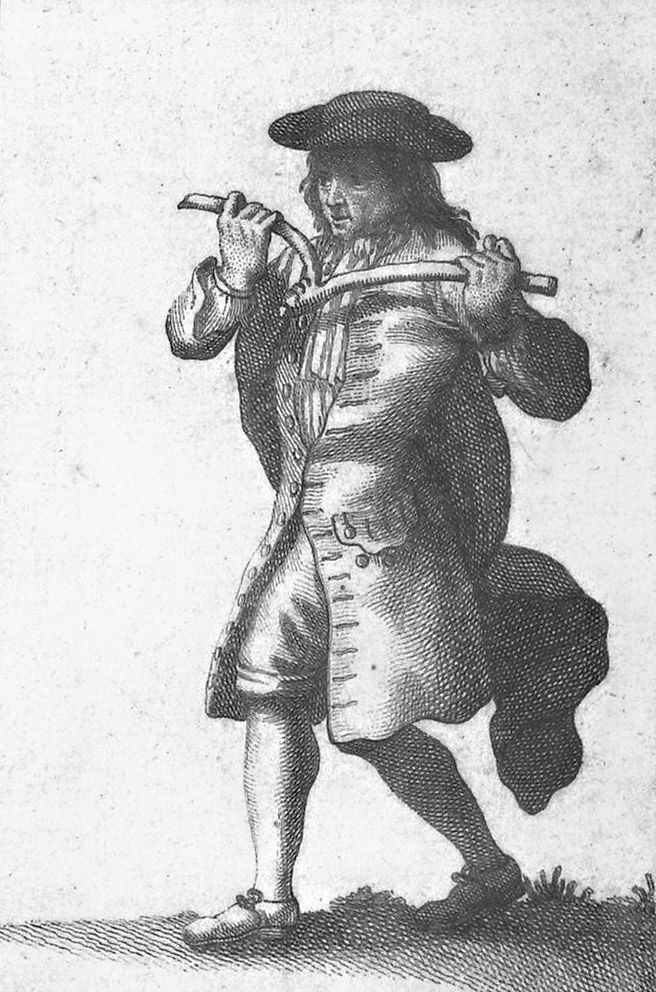
Лозоходець з французької книги XVIII століття, присвяченій забобонам. Рудо- чи водопошукова лоза — різновид «чарівної палички».

Чарівна́ па́личка — казковий атрибут, невелика паличка з деревини, що володіє чарівними властивостями. Перетворює характерні рухи та слова на магічні закляття, які чинять магічний вплив на дійсність. Використовується для заклинань та помішування настійок. Палички відрізняються довжиною, матеріалом (бузина, верба, тис, клен, слоняча кістка, виноградна лоза, червоне дерево, дуб, бук, падуб та інші) та серцевиною (волосина із хвоста єдинорога, сухожилля дракона, перо фенікса, волосина віїли).
Практика застосування чарівних паличок описана в ряді давніх джерел, про які, зокрема розповідає Георгіус Агрікола у своїй праці De Re Metallica (1556 р.):
| Древні вдавалися до чародійної палички не тільки для задоволення тих або інших життєвих потреб, але і зміни за її допомогою самого стану речей. Так, за оповідями гебрейських книг, єгипетські волхви обертали жезли в змії; у Гомера Мінерва несподівано перетворює чарівним жезлом старого Одіссея в юнака і потім знову в старця, а Цирцея подібним же чином перетворює товаришів Одіссея у звірів і повертає їм знову людський образ; точно так само і Меркурій своїм берлом наводить сон на не сплячих і будить сплячих. |